# Claudia Christian
Claudia Ann Christian (Glendale, California; 10 de agosto de 1965) es una actriz, escritora, cantante, música y directora de cine estadounidense.

## Biografía
Christian nació en Glendale, California. Su primer papel en televisión fue una aparición especial en Dallas, seguido de un papel regular de serie como Melody Hughes en el drama de breve duración, Berrenger's.  Es más conocida por su papel como la comandante Susan Ivanova en la serie de televisión de ciencia ficción Babylon 5. Salió de la serie de forma inesperada después de la cuarta temporada, cuando las negociaciones del contrato para la quinta y final temporada — agravada por la posibilidad de que no sería la única — en sufrir el colapso. J. Michael Straczynski, el creador de la serie, sostiene que ella decidió dejarlo (Su aparición en el final de la serie fue filmada durante la cuarta temporada). Antes de Babylon 5, Christian realizó papeles de película como una estríper poseída por un alien en The Hidden (1987), una psicóloga del departamento policial, Susan Riley, en Maniac Cop 2 y como la modelo Hexina en Hexed (1993). Posó desnuda para la revista Playboy en octubre de 1999.
Apareció en dos episodios de Freaks and Geeks en 2000. En 2004, volvió al escenario en vivo (y a Laguna Beach, California, donde había asistido a la escuela secundaria) protagonizando en el estreno estadounidense de la obra de Michael Weller What the Night Is For, con Kip Gilman, dirigida por Richard Stein, en el Laguna Playhouse. Fue protagonista en la comedia de BBC, Broken News en 2005. También interpretó a Janine Foster, madre de Peri Brown, en el radio drama de Doctor Who, "The Reaping", producida por Big Finish Productions lanzado en el Reino Unido en septiembre de 2006.
También apareció en el episodio de 2002 de She Spies , "Spy vs Spy".
Tiene una carrera musical, habiendo hecho tres discos: Taboo, Claudia Squared y Once Upon a Time así como la colaboración con algunos de los otros miembros del reparto de Babylon 5 en el álbum The Be Five.
Protagoniza la serie de Showtime Look, que comenzó el rodaje en junio de 2009 en Los Ángeles.
También prestó su voz en el Viedojuego The Elder Scrolls V : Skyrim (2011).

## Filmografía: TV y películas

### Cine
- The Hidden (1987).... Brenda Lee Van Buren
- Never on Tuesday (1988).... Tuesday
- Mad About You (1988).... Casey
- Clean and Sober (1988).... Iris
- Tale of Two Sisters (1989).... Liz
- Maniac Cop 2 (1990).... Susan Riley
- Think Big (1990).... Dra. Irene Marsh
- The Dark Backward (1991).... Kitty
- Arena (1991).... Quinn
- A Gnome Named Gnorm (1992).... Samantha
- Hexed (1993).... Hexina
- The Chase (1994).... Yvonne Voss
- Mercenary II: Thick & Thin (1997).... Patricia Van Lier
- Snide and Prejudice (1998).... Renate Muller
- Haunting of Hell House (1999)....Lucy
- Love & Sex (2000)
- True Rights (2000).... Elaine Kilgore
- Atlantis: el imperio perdido (2001)....Helga Sinclair
- Half Past Dead (2002)....EZ Williams
- The Failures (2002)....Anna
- The Garden (2005).... Dra. Cairns
- The Dot Man (2006).... Teniente coronel Dunst
- Serbian Scars (2008) .... Meggie - Coproductora
- Overnight (2008).... Sandy

### Películas de televisión
- Calendar Girl Murders (1984).... Kara
- A Masterpiece of Murder (1986).... Julia Forsythe
- Houston: The Legend of Texas (1986).... aka Gone to Texas (1986)
- The Highwayman (1987).... Dawn ... aka Terror on the Blacktop (1987)
- Police Story: Monster Manor (1988).... Officer Babs Altoon
- Shannon's Deal (1989)
- Kaleidoscope (1990).... Meagan ... aka Danielle Steel's 'Kaleidoscope'
- Lies of the Twins (1991).... Felice
- The Woman Who Sinned (1991).... Judy Reinhardt
- Strays (1991).... Claire Lederer
- Lancelot: Guardian of Time (1997).... Katherine Shelley
- A Wing and a Prayer (1998).... Shelley Lowe
- Babylon 5: In the Beginning (1998).... Susan Ivanova
- Babylon 5: Thirdspace (1998).... Susan Ivanova
- Running Home (1999).... Jules Daniels
- Substitute 3: The Winner Takes All (1999).... Andy
- Final Voyage (1999).... Ma

### Series de TV
- Blacke's Magic (1986, habitual de la serie) .... Laurie
- Berrenger's (1985, habitual de la serie) .... Melody Hughes
- Babylon 5 (1994, habitual de la serie) .... Comandante Susan Ivanova
- Freaks and Geeks (1999, personaje recurrente) .... Gloria Haverchuck
- Star Hyke (2005, habitual de la serie) ..... Capitana Belinda Blowhard
- Broken News (2005, habitual de la serie) .... Julia Regan
- Look (2009, habitual de la serie)

### Apariciones como invitada
- Webster (1983)
- T. J. Hooker (1982) Betty MacRae en el episodio "The Lipstick Killer" (1984)
- Dallas (1978) en el episodio "Some Do...Some Don't" (1984)
- Falcon Crest (1981)...Kate Mars en el episodio "Tests Of Faith" (1984)
- Riptide (1984)....Marion Gordon en el episodio:"Where The Girls Are" (1984)
- The A-Team (1983)....Cathy Rogers en el episodio "Trouble Brewing" (1985)
- Hunter (1984)....Roxanne Hoffmeyer en el episodio "Love, Hate, and Sporty James"
- Mickey Spillane's Mike Hammer (1984) en los episodios "Elegy for a Tramp" y "Shots in the Dark"
- Jake and the Fatman (1987)....Teniente Alex Walker
- It's Garry Shandling's Show (1986)....Sylvia en el episodio "Dial L for Laundry"(1987)
- Quantum Leap (1989)....Allison en el episodio: "Play It Again, Seymour" (1989)
- Matlock (1986)....Mickey Alder en el episodio "The Blackmailer"(1990)
- Murder, She Wrote (1984)....Bonnie Jenks Hastings en el episodio "Prodigal Father, (1991)
- L.A. Law (1986)....Susan Convers en el episodio "Speak, Lawyers, for Me" (1991)
- Dark Justice (1991)....Dana Hollister Harrison (1991)
- Space Rangers (1993)....Marla Baker en el episodio "Death Before Dishonor"
- Relentless: Mind of a Killer (1993).... Leeann Hardy
- Columbo (1993).... Lisa en el episodio "It's All In the Game"
- Total Security (1997)....Cheryl Bankston en el episodio "Pilot"
- Highlander: The Series ....Katherine en el episodio "Two of Hearts" (1997)
- Family Law (2000) en el episodio "Are You My Father?"
- Relic Hunter (2001)....Carson Inez en el episodio "All Choked up"
- NYPD Blue (2002)....Catherine Lowell en el episodio "Better Laid Than Never"
- She Spies (2002)....Tanya en el episodio "Spy vs Spies"
- Everwood (2003).... Edna  de joven
- Nip/Tuck (2007)....Gwen

## Escritura
- Cuento "Revenge is a Bitch to Swallow.". Publicado en Forbidden Love Issue 2:  Wicked Women.[2]
- My Life With Geeks and Freaks. Autobiography. Published by Yard Dog Press.

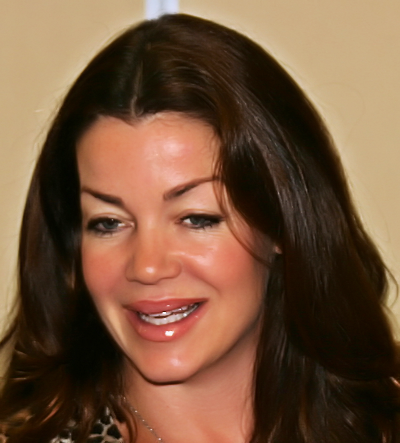
Claudia Christian 2005